# MTN-Qhubeka/2012
Deze pagina geeft een overzicht van de MTN-Qhubeka-wielerploeg in 2012. 

## Algemene gegevens
Sponsors: MTN, Qhubeka
Algemeen manager: Douglas Ryder
Ploegleider(s): Kevin Campbell
Fietsen: Raleigh

## Renners
| Naam                        | Geboortedatum | Nationaliteit | Ploeg 2011                          |
| --------------------------- | ------------- | ------------- | ----------------------------------- |
| Tesfay Abraha               | 03-10-1990    | Eritrea       | Neo                                 |
| Calvin Beneke               | 24-12-1991    | Zuid-Afrika   | Neo                                 |
| Arran Brown                 | 24-03-1985    | Zuid-Afrika   |                                     |
| Frekalsi Debesay            | 10-06-1986    | Eritrea       | Neo                                 |
| Tsgabu Gebremaryan          | 25-08-1991    | Ethiopië      | Neo                                 |
| Jacques Janse Van Rensburg  | 06-09-1987    | Zuid-Afrika   | Burgos 2016-Castilla y León         |
| Reinardt Janse Van Rensburg | 03-02-1989    | Zuid-Afrika   |                                     |
| Johannes Christoffel Nel    | 28-11-1991    | Zuid-Afrika   |                                     |
| Adrien Niyonshuti           | 02-02-1987    | Rwanda        |                                     |
| Loto Petrus                 | 03-12-1987    | Namibië       |                                     |
| Bradley Potgieter           | 11-05-1989    | Zuid-Afrika   |                                     |
| Meron Russom                | 12-03-1987    | Eritrea       | Neo                                 |
| Jim Songezo                 | 17-09-1990    | Zuid-Afrika   | Team Bonitas                        |
| Jani Tewelde                | 01-10-1990    | Eritrea       | Neo                                 |
| Dennis Van Niekerk          | 19-10-1984    | Zuid-Afrika   |                                     |
| Jacobus Venter              | 13-02-1987    | Zuid-Afrika   | Team Differdange-Magic-Sportfood.de |
| Martin Wesemann             | 19-03-1984    | Zuid-Afrika   |                                     |

## Overwinningen
| Nationale kampioenschappen wielrennen Zuid-Afrika tijdrit: Reinardt Janse Van Rensburg Namibië tijdrit: Loto Petrus Namibië wegrit: Loto Petrus Rwanda wegrit: Adrien Niyonshuti Ronde van Marokko 1e etappe: Reinardt Janse Van Rensburg 3e etappe: Arran Brown 4e etappe: Arran Brown 5e etappe: Reinardt Janse Van Rensburg 6e etappe: Reinardt Janse Van Rensburg 8e etappe: Reinardt Janse Van Rensburg 9e etappe: Arran Brown 10e etappe: Arran Brown Eindklassement: Reinardt Janse Van Rensburg Ronde van Bretagne 4e etappe: Reinardt Janse Van Rensburg Eindklassement: Reinardt Janse Van Rensburg Ronde van Overijssel Proloog: Reinardt Janse Van Rensburg Eindklassement: Reinardt Janse Van Rensburg | Circuit de Wallonie Winnaar: Reinardt Janse Van Rensburg Ronde van Eritrea 1e etappe: Jani Tewelde 2e etappe: Jacques Janse Van Rensburg 4e etappe: Jani Tewelde Eindklassement: Jacques Janse Van Rensburg Ronde van Zeeland Seaports Winnaar: Reinardt Janse Van Rensburg Ronde van Portugal Proloog: Reinardt Janse Van Rensburg 10e etappe: Reinardt Janse Van Rensburg |

2007 · 2008 · 2009 · 2010 · 2011 · 2012 · 2013 · 2014 · 2015 · 2016 · 2017 · 2018 · 2019 · 2020 · 2021